# Save Ferris
Save Ferris es una banda de estilo ska punk estadounidense formada hacia 1995 en el Condado de Orange, California. Su nombre hace referencia a la película de 1986, Ferris Bueller's Day Off. En 1995, comenzaron a realizar actuaciones en pequeños locales por el sur de California. En 1996, la banda ganó un premio Grammy al mejor grupo amateur y firmaron un contrato con la discográfica Epic Records (SONY). Alcanzaron un enorme éxito con el álbum It Means Everything, su primer trabajo de larga duración, publicado en 1997.

## Historia

### Inicios
La formación del grupo se produjo tras la separación de varias bandas de la zona del Condado de Orange.  Los miembros de la banda crearon su propio sello discográfico “Starpool Records”, y comenzaron a actuar en diversos clubes del sur de California, alcanzando un considerable éxito en la escena underground.
Realizaron su debut discográfico con la publicación del EP Introducing Save Ferris, editado por Starpool Records en 1996, del que llegaron a vender más de 20.000 copias. Ese mismo año, la vocalista de la banda, Monique Powell, colaboró con Reel Big Fish en la canción "She Has A Girlfriend Now" publicada en el álbum Turn the Radio Off (Mojo).
Gracias al apoyo de sus seguidores en el sur de California, Save Ferris comenzó a sonar el la importante emisora de radio KROQ a pesar de no estar respaldados por ningún sello discográfico. Ese mismo año, la National Academy of Recording Arts and Sciences les concedió el premio Grammy al mejor grupo no profesional (carente de contrato discográfico), lo que atrajo la atención de Epic Records (SONY).

### Éxito comercial
La banda publicó en 1997 con Epic Records, It Means Everything, su primer trabajo de larga duración. El álbum contenía muchos temas regrabados de su anterior EP, algunas canciones nuevas y una versión del tema de los Dexys Midnight Runners, "Come on Eileen, que se convertiría en el sencillo más exitoso de la banda. De It Means Everything también se extrajo el sencillo "The World is New," que fue utilizado en la película The Big Hit protagonizada por Mark Wahlberg, y en los tráileres de Senseless y Thomas and the Magic Railroad, así como en un episodio de la serie 7th Heaven.
Save Ferris realizó una extensa gira de promoción del álbum,  actuando como teloneros de artistas como Sugar Ray, The Offspring, Goldfinger y Reel Big Fish así como dos apariciones en el festival Warped Tour en 1998 y 2000. En abril de 1998, se presentaron en el programa musical de la HBO, Reverb y participaron en la exitosa película 10 Things I Hate About You. El álbum vendió más de 400.000 copias, tuvo dos sencillos en la lista Billboard top 100 y fue ampliamente difundido por las emisoras de radio de todo el mundo.
Tras la salida de la formación del batería Marc Harismendy en 1998, la banda publicó con Epic records su segundo álbum, Modified, lanzado en octubre de 1999. En este trabajo se aprecia un cambio de estilo, del ska-pop original hacia el pop-punk.
Save Ferris se embarcó en una larga gira de promoción de Modified que, durante un tiempo, compartió con la banda de rock Lit, llegando a actuar durante los Juegos Olímpicos de Invierno celebrados en la localidad de Salt Lake City.

### Ruptura
A lo largo de los años, la banda sufrió numerosos cambios en su formación, el más notable de ellos fue la salida de Brian Mashburn, el principal compositor, quien dejó Save Ferris en 2003. Después de Mashburn fueron Eric Zamora y Bill Uechi quienes abandonaron la formación para iniciar un nuevo proyecto musical.
Tras la salida de Mashburn, Powell financió ella misma la gira "For the Fans Save Ferris US tour" en 2003, llegando a actuar en Las Vegas ante más de 10.000 espectadores.
Entre 2004 y 2008, Powell colaboró con artistas como The Used, Lostprophets, Hilary Duff, Goldfinger entre otros. Formó una nueva banda llamada The Mojo Wire en 2008, con  la que realizó diversas actuaciones en el área de Los Ángeles, publicando en línea varias maquetas.
En 2003, Bill Uechi, Brian Mashburn, T-Bone Willy, Eric Zamora y Oliver Zavala formaron la banda Starpool, con Alan Meade como vocalista y Phil Hanson en la batería.

### Regreso
Save Ferris regresó en la primavera de 2013 con una nueva formación liderada por Monique Powell. Realizaron varias actuaciones, llenando entre otras salas, el Teatro El Rey de Los Ángeles.
Powell tuvo que enfrentarse legalmente a algunos de sus antiguos compañeros de banda por el control de la página web de Save Ferris y la página oficial de Facebook. Demandas que finalmente ganó la vocalista tras llegar a un acuerdo con sus excompañeros.
En 2015, ASCAP actualizó su registros otorgando a Powell la coautoría de un buen número de canciones de Save Ferris que en los álbumes no venían reconocidos.
En 2016, la banda realizó con éxito, a través de Pledge Music, una campaña de recaudación para publicar un nuevo álbum después de 15 años de su último lanzamiento. Ese mismo año se presentaron como cabeza de cartel en el Ska Fest de Ciudad de México junto a los Mighty Mighty Bosstones. También encabezaron el Santa Monica Pier Twilight Series en agosto, actuando ante más de 30.000 espectadores.
El 10 de febrero de 2017, Save Ferris publicó el EP Checkered Past, su primer trabajo discográfico en 18 años. El disco fue producido por el bajista de Oingo Boingo, John Avila y contó con la colaboración de Neville Staple de The Specials. Tras ello, la banda se embarcó en una nueva gira de promoción.

## Miembros de la banda
- Monique Powell – vocalista (1995–2003, 2013–presente)
- Brandon Dickert — batería (2015–presente)
- Adam Bones – guitarra (2017–presente)
- Alex Csillag – trombón y teclados (2017–presente)
- Max O'Leary – trompeta (2017–presente)
- Nate Light – bajo (2018–presente)

Anteriores miembros
- Adrienne Knolff - vocalista (1995–1996)
- Bill Uechi – bajo (1995–2002)
- Eric Zamora – saxofón (1995–2002)
- Brian Mashburn – guitarra (1995–2002)
- Jesse Tunnell – trombón (1995–1996)
- T-Bone Willy – trombón (1996–2002)
- José Castellaños – trompeta (1995–2000)
- Oliver Zavala – trompeta (2000–02)
- Steve White – trompeta (2002)
- Steve Cordero – batería (1995)
- Marc Harismendy – batería (1995–98)
- Evan Kilbourne – batería (1998–2002)
- Denny Weston Jr. — batería (2013–2015)
- Joe Berry — saxofón (2013–2015)
- Gordon Bash — bajo (2013–2017)
- Patrick Ferguson — guitarra (2013–2017)
- Erik Hughes — trombón (2013–2016)
- Alex Burke — teclados (2013–2016)
- Connor McElwain — trompeta (2015–2017)
- Alexander Mathias — saxofón (2016–2017)
- Jesse Stern – bajo (2017–2018)

## Discografía
- 1996 - Introducing Save Ferris (EP)
- 1997 - It Means Everything
- 1999 - Modified
- 2017 - Checkered Past (EP)